# Sainte-Savine
Sainte-Savine è un comune francese di 10 570 abitanti situato nel dipartimento dell'Aube nella regione del Grand Est.

## Società

### Evoluzione demografica
Abitanti censiti